# Der Schrecken von Texas (1926)
Der Schrecken von Texas (Originaltitel: The Texas Streak) ist eine US-amerikanische Westernkomödie aus dem Jahr 1926 von Lynn Reynolds mit Hoot Gibson und Blanche Mehaffey in den Hauptrollen.

## Handlung
Chad Pennington und seine Freunde Jiggs und Swede sind Statisten an einem Drehort in Arizona. Als sie ihre Fahrkarten für die Bahn verlieren, inszeniert Chad einen Stunt und wird als Wachmann für Landvermesser einer Wassergesellschaft angeheuert, die mit den umliegenden Ranchern in Streit geraten. Er besucht einen Kostümball, streitet mit dem Rancher Jefferson Powell und wird auf der Flucht vor seinen Verfolgern verwundet. Er wird von Amy Hollis gefunden, die ihn füttert und pflegt. 
Später kehrt Chad zur Hollis-Ranch zurück, befreit seine Freunde, die von den Ranchern gefangen genommen wurden, verhindert einen weiteren Angriff auf die Landvermesser und beweist seine Unschuld an der Erschießung von Jimmie, Amys Bruder. Colonel Hollis ist schließlich davon überzeugt, dass die Wassergesellschaft vorhat, fair mit ihm umzugehen. Chads stellvertretender Direktor berichtet, dass die Gesellschaft plant, ihn in kommenden Western als Star aufzubauen.

## Veröffentlichung
Die Premiere des Films fand am 19. September 1926 in Baltimore statt. 1927 kam er im Deutschen  Reich und in Österreich in die Kinos.

## Kritiken
Eine moderne Kritik lobt, dass der actiongeladene Film zahlreiche clevere visuelle Gags zu bieten habe, auch die Mischung aus einem Western und einem Film über das Filmemachen habe gefallen.